# Sturm-Infanteriegeschütz 33B
Sturm-Infanteriegeschütz 33B là tên một loại pháo tự hành xung kích của lực lượng Đức Quốc xã trong thế chiến II.

## Thiết kế và phát triển
Sig 33B được thiết kế dựa trên pháo tự hành xung kích StuG-III. Nó được lắp một khung tăng mới, với lớp giáp dày hơn và bộ truyền lực mới. Sig 33B được trang bị pháo chính sIG 33/1, hơi nghiêng về phía bên phải và có thể mang được 30 viên đạn công phá. Pháo sIG 33/1 chỉ có thể quay được 3 độ sang trái và phải, nâng nòng 25 độ và hạ nòng 6 độ. Một khẩu súng máy Maschinengewehr 34 được lắp vào một ngăn nhỏ hình tròn phía bên trái pháo với hơn 600 viên đạn. Súng máy Maschinengewehr 34 có thể quay sang trái 15 độ và sang phải 20 độ, nâng hết cỡ được 20 độ và hạ được 10 độ.

## Sản xuất
Các nguồn tư liệu khác nhau của Đồng Minh và Đức Quốc xã khiến cho việc tìm kiếm số Sig 33B trở nên khó khăn.Chamberlain và Doyle nói rằng Alkett đã lấy khoảng 12 khung StuG-III vào tháng 7/1941 để sản xuất Sig 33B và việc này được hoàn thành vào tháng 12/1941-1/1942.Vào ngày 20/9/1942, 12 khung tăng StuG-III tiếp tục được chuyển đến Alkett.Trojca và Jaugitz đã tính toán được có khoảng 24 chiếc Sig 33B được sản xuất bởi Alkett bắt đầu từ tháng 9/1942.

## Lịch sử hoạt động
Mười hai chiếc Sig 33B đầu tiên được hoàn thành và chuyển đến tiểu đoàn pháo tự hành xung kích 177 và 244 vào tháng 10/1942 tại ngoại ô Stalingrad.Mấy hôm sau, tiểu đoàn được huy động vào trận đánh Stalingrad.Số còn lại của 2 tiểu đoàn trên có thể được gửi đến tiểu đoàn số 243 và 245-cũng tham gia trận Stalingrad, sau khi quân Xô-Viết bao vây cụm tập đoàn quân số 6 của Paulus vào ngày 21/11.Chúng cùng khẩu đội pháo XVII, sư đoàn thiết giáp số 22 cùng tham gia chiến đấu giải vây cho cụm tập đoàn quân số 6.Trận đấu diễn ra rất căng thẳng với số thương vong cao về cả hai bên.Cuối cùng khẩu đội pháo XVII xả pháo dữ dội về phía quân Liên Xô khiến những toà nhà, nơi ẩn nắp của Hồng Quân chỉ còn là những đống tro vụn.Vào gần cuối trận Stalingrad, sư đoàn pháo tự hành số 201 cùng với một không đoàn được gửi đến Stalingrad với những hi vọng cuối cùng về giải vây cho cụm tập đoàn quân số 6.
Số Sig 33B còn lại được gửi lại về Alkett và tham gia chiến đấu lần cuối vào tháng 9/1944.